# たら汁

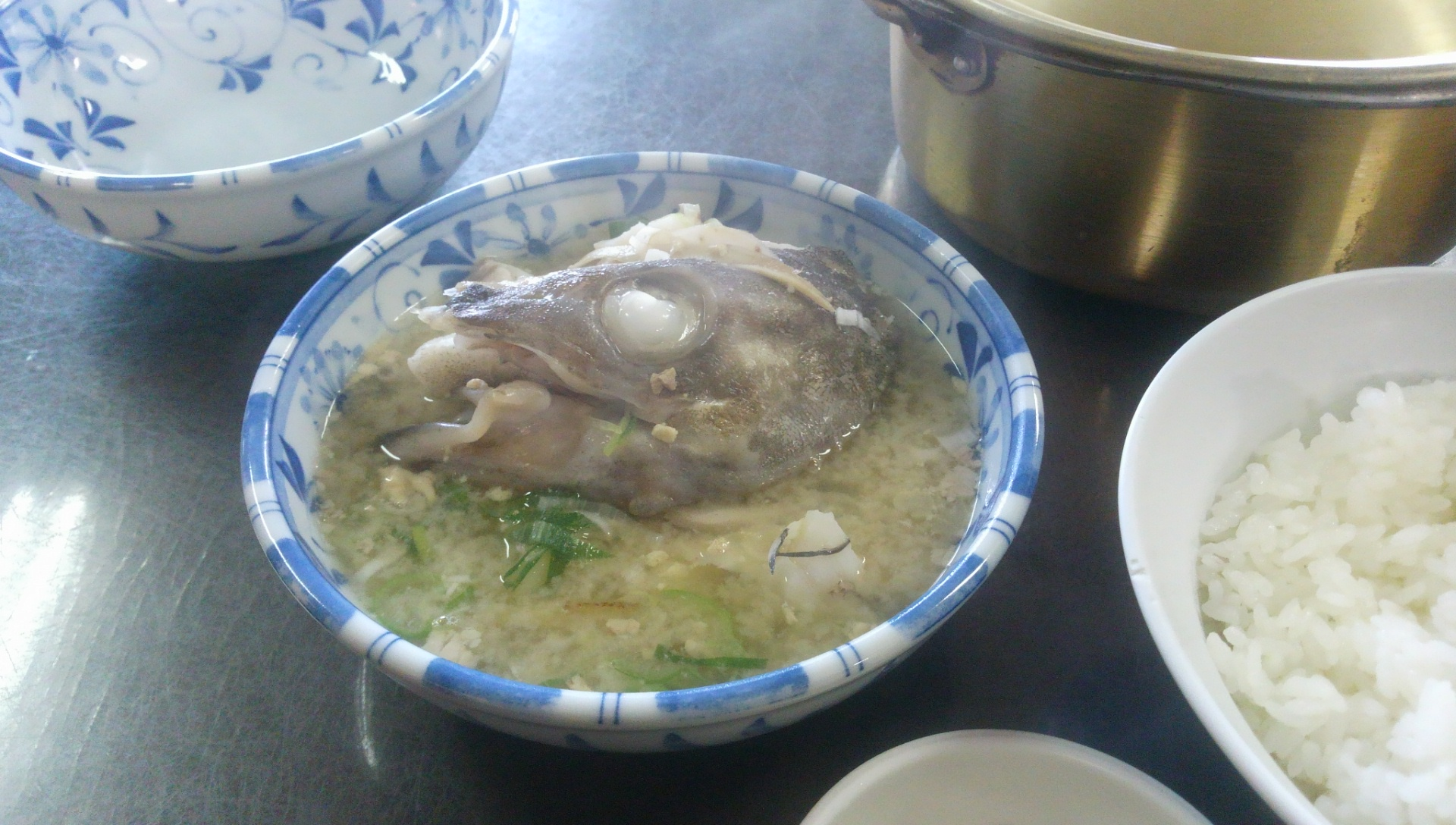
たら汁

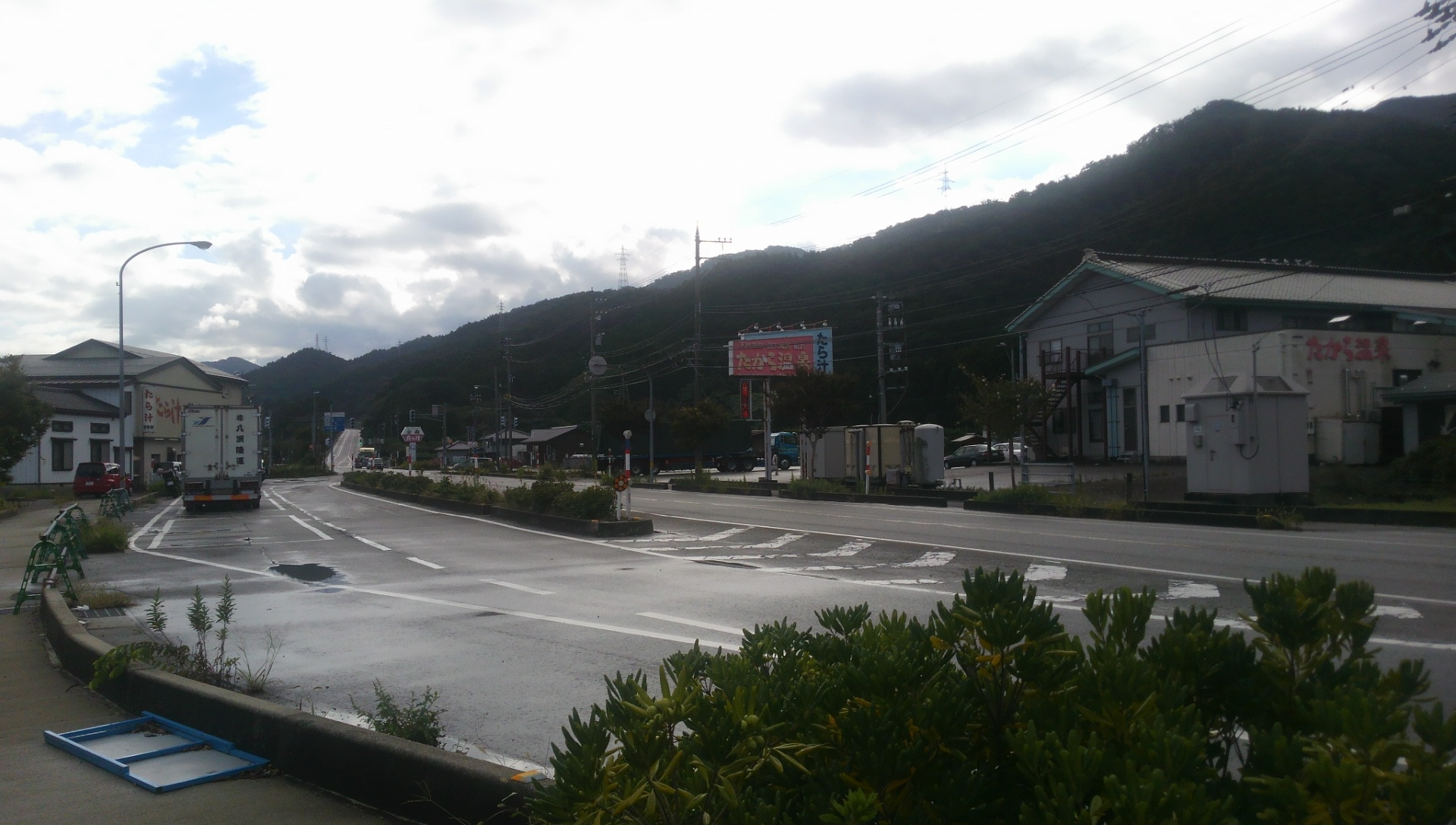
たら汁街道（境地区）

たら汁（たらじる、鱈汁、タラ汁）は、日本海側のタラの漁獲がある地域に存在しているタラの郷土料理のひとつ。味噌汁で煮た味噌煮込み料理。原料として安価なスケソウダラが多く用いられる。

## 解説
富山県、石川県、山形県、秋田県、北海道など日本海側の各地に存在している。山形県庄内地方ではどんがら汁。
富山県朝日町では、漁師が、船の上で獲れたてのスケソウダラをぶつ切りにして食していたが、浜に戻ってから家族とともに食す慣わしとなり、地域の家庭料理として定着していった。この浜汁を夏の海水浴客や温泉客に提供したところ評判を呼び、今日の宮崎・境海岸（通称ヒスイ海岸）名物の定番料理となった。
富山県朝日町の浜に併走する国道8号沿いは「たら汁街道」と呼ばれて多くの店が立ち並び、観光客などに提供されている。乱獲や海水温の変化によって日本海のスケソウダラ水揚げ量は激減してしまったが、近年では北海道産などに切り替えて郷土の味を守り続けている。

## 食べ方の例
スケトウダラをぶつ切りにし、鱗、尾を除く頭部から胴体までの全身を鍋に入れて味噌で煮込み、生じるアクを取り除いてから食する。身が淡泊な味わいである一方、キモ（肝臓）の部分は深みのある、濃厚でまろやかな味わいである。特に冬季は白子 (精巣)と真子（卵巣）が成熟していることから旨味が濃厚となり、また、体が温まりやすい。ネギの他にゴボウも入れて食することが多いが、ネギの香味とゴボウの素朴で繊維質な味わいが、タラと味噌の混和した味の風味を引き締めて芳醇な旨味を際立たせる。